# Józef Balwiński
Józef Balwiński, ps. Robak (ur. 23 stycznia 1916 w Poznaniu, zm. 8 lutego 1945 pod Iłowcem) – oficer, uczestnik II wojny światowej w szeregach Wojska Polskiego, Armii Krajowej i ludowego Wojska Polskiego.

## Życiorys
Syn Jana Balwińskiego i Marii z Kominkowskich. Z powodu śmierci ojca wychowywany był przez matkę i najstarszą siostrę, pracującą jako nauczycielka. Edukację zakończył w 1938 roku, i jako absolwentowi szkoły wojskowej powierzono mu dowództwo plutonu w 70 pułku piechoty w Pleszewie. 
W czasie niemieckiej agresji na Polskę w 1939 roku walczył w obronie Warszawy. Niemieckiej niewoli uniknął dzięki umieszczeniu jego nazwiska na liście poległych i lewym dokumentom. W czasie okupacji niemieckiej działał w Związku Walki Zbrojnej a następnie w Armii Krajowej. Po dotarciu na ziemie polskie 1 Armii Wojska Polskiego wstąpił w jej szeregi. W 1 AWP pełnił obowiązki dowódcy kompanii w 14 pułku piechoty. Szlak bojowy zakończył pod Iłowcem (Haugsdorf). Poległ w trakcie ataku wojsk niemieckich. 
Miał żonę i syna. 
Pochowany został na dziedzińcu pałacowym w Iłowcu. Po zakończeniu wojny jego ciało ekshumowano i pochowano 19 listopada 1945 na cmentarzu Jeżyckim w Poznaniu (kwatera 1-1-1).

## Awanse
- podporucznik (1938[1])
- porucznik (1939[2]

## Ordery i odznaczenia
- Order Krzyża Grunwaldu (pośmiertnie[7])